# Mao Asada
Mao Asada (japonês: 浅田 真央, Hepburn: Asada Mao, Nagoya, Aichi, 25 de setembro de 1990) é uma ex-patinadora artística japonesa. Asada compete no individual feminino. Seus principais resultados são a medalha de prata nos Jogos Olímpicos de Inverno de 2010 em Vancouver, as medalhas de ouro nos Campeonatos Mundiais em 2008, 2010 e 2014, as quatro medalhas de ouro no Final do Grand Prix de Patinação Artística no Gelo (2005, 2008, 2012 e 2013) e as três medalhas de ouro no Campeonato dos Quatro Continentes (2008, 2010 e 2013). Mao também é detentora de seis títulos do Campeonato Japonês de Patinação Artística no Gelo (2006, 2007, 2008, 2009,2011 e 2012).

## Vida pessoal
Mao Asada nasceu em Nagoya, Aichi, Japão. Seu nome vem do fato de que seu pai era um fã da atriz japonesa Mao Daichi.  Ela frequentou o Nagoya International School até o meio do 1.º grau. Após a transferência, ela se formou na Takabari Elementary School e Takabaridai Junior High. Ela recebeu seu diploma do 2.º grau da Chukyo da High School em 15 de março de 2009. Depois disso, ela se matriculou na Universidade Chukyo. Ela pausou seus estudos em março de 2013 para se concentrar em seu treinamento.
Sua irmã Mai Asada (dois anos mais velha) é uma patinadora artística também e terminou na sexta posição no Campeonato dos Quatro Continentes de 2006. Atualmente ela patina em espetáculos.

## Carreira

### Início da carreira
Mao Asada estudou balé clássico dos três aos nove anos de idade, mas em 1995 mudou para patinação artística, quando sua irmã, Mai Asada, também mudou do balé para patinação.
Ela foi campeã da temporada 2002–2003 do campeonato japonês noviço, e ganhou um convite para competir no campeonato júnior, onde terminou na quarta posição. Ela também competiu no campeonato sênior onde conseguiu a sétima posição.
Na temporada 2003–2004, Asada  repetiu as mesmas posições nos campeonatos noviço e júnior, e terminou na oitava posição no campeonato japonês sênior. Ela venceu o Mladost Trophy, sua primeira participação em competições internacionais.

### Temporada 2004–2005
Na temporada 2004–2005, Asada passou a ter idade mínima para poder competir nas competições júnior internacionais. Ela competiu no Grand Prix Júnior ganhando dois eventos. Na competição final do Grand Prix Júnior, ela ganhou o ouro com pontuação de 35.08 pontos à frente da medalhista de prata, Kim Yu-Na. Asada venceu o Campeonato Japonês Júnior, à frente de sua irmã, que levou a medalha de prata, e se qualificou para o Campeonato Mundial Júnior.
A vitória lhe rendeu um convite para o Campeonato Japonês sênior, onde ganhou a medalha de prata. Asada não tinha idade mínima para disputar o Campeonato Mundial sênior. No Campeonato Mundial Júnior, ela conquistou o título com 20.31 pontos a frente da segunda colocada Kim Yu-Na.

### Temporada 2005–2006
Após ganhar tudo no nível júnior, Asada moveu-se para o nível sênior na temporada 2005–2006 e competiu nas competições do Grand Prix. Na Cup of China de 2005, ela ficou na segunda posição no programa curto e na terceira posição na patinação livre, ficando com a medalha de prata. Asada ganhou seu segundo evento, o Trophée Éric Bompard de 2005, após terminar na primeira posição tanto no programa curto quanto na patinação livre. Suas medalhas a qualificaram para a Final do Grand Prix de 2005–2006. Ela venceu a competição com 189.62 pontos após ficar na primeira posição em ambos programas.
No Campeonato Japonês de 2005–2006, Asada terminou na terceira posição embos programas, e terminou com a medalha de prata, atrás de Fumie Suguri. Apesar de seus resultados a qualificarem, ela não tinha a idade mínima para disputar os Jogos Olímpicos de Inverno. No Campeonato Mundial Júnior de 2006, Asada terminou 24.19 pontos atrás da medalhista de ouro Kim Yu-Na, e 18.21 pontos a frente da medalhista de bronze Christine Zukowski. Nesta competição, Asada tornou-se a primeira mulher a conseguir um triplo axel no programa curto em um campeonato da ISU.

### Temporada 2006–2007
Em seu primeiro evento, o Skate America de 2006, Asada conquistou a medalha de bronze ficando atrás de Miki Ando e Kimmie Meissner. Asada ficou na primeira posição no programa curto, porém ficou apenas na quarta posição da patinação livre, finalizando com a pontuação de 171.23 pontos. Ela ficou 21.36 pontos atrás da primeira colocada. Asada venceu seu segundo evento, o NHK Trophy de 2006 com 199.52 pontos, com margem de vitória de 20.21 pontos a frente de Fumie Suguri. No NHK Trophy, Asada estabeleceu o novo recorde mundial com a maior pontuação combinada em uma competição do individual feminino sob o Sistema de Julgamento da ISU. Asada foi para a Final do Grand Prix de 2006–2007 como atual campeã. Ela terminou na segunda posição ficando atrás da medalhista de ouro Kim Yu-Na com 172.52 pontos, 11.68 pontos atrás. Mao Asada ficou na primeira posição no programa curto, porém terminou na quarta posição na patinação livre.
Asada venceu o Campeonato Japonês de 2006–2007 com 26.11 pontos de vantagem para vice-campeã Miki Ando. No Campeonato Mundial de 2007, Asada terminou na quinta posição no programa curto, 10.03 pontos atrás de Kim Yu-Na, que terminou na primeira posição no programa curto. Asada terminou na primeira posição na patinação livre com 133.13 pontos, estabelecendo um novo recorde mundial na patinação livre, um recorde que permaneceu por oito meses. Ela ficou com a medalha de prata com pontuação total de 194.95 pontos, 0.64 atrás da medalhista de ouro Miki Ando e 8.31 a frente de Kim Yu-Na, que ficou com a medalha de bronze.

### Temporada 2007–2008

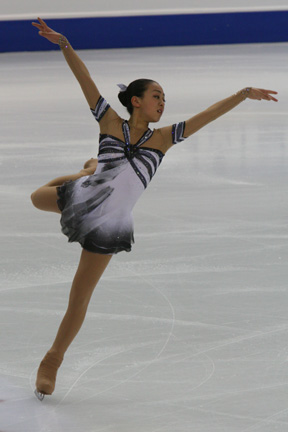
Asada na patinação livre da Final do Grand Prix, disputado em Turim.

No Skate Canada International de 2007, Asada foi a terceira colocada no programa curto, e a primeira na patinação livre, terminando com amedalha de ouro à frente do medalhista de prata Yukari Nakano. Asada ganhou seu segundo ouro no Trophée Éric Bompard de 2007 e avançou para a Final do Grand Prix de 2007–2008. No programa curto, Asada não realizou o salto de footwork, um elemento obrigatório, e terminou na sexta posição com uma pontuação de 59.04 pontos. Já na patinação livre ela terminou na primeira posição com 132.55 pontos, ficando ao final da competição com a medalha de prata, 5.24 pontos atrás da medalhista de ouro Kim Yu-Na, que repetiu o resultado do ano anterior.
Como no ano anterior, Asada venceu o Campeonato Japonês de 2007–2008. Ela terminou com 1.15 pontos à frente da medalhista de prata e atual campeã mundial Miki Ando. Asada entrou na equipe japonesa que foi disputar tanto o Campeonato Mundial quanto Campeonato dos Quatro Continentes. Tendo deixado o seu treinador, Asada competiu em ambas os campeonatos, sem um treinador, mas um funcionário da Federação Japonesa de Patinação a acompanhava se necessário. Competindo pela primeira no Campeonato dos Quatro Continentes, Asada liderou ambos segmentos e terminou 13.71 pontos a frente de Joannie Rochette, que foi a medalhista de prata.
Em março de 2008, no Campeonato Mundial de 2008, Asada conquistou seu primeiro título mundial.  Ela foi a segunda colocada no programa curto, 0.18 pontos atrás de Carolina Kostner. Na patinação livre ela foi a segunda 1.92 pontos atrás de Kim Yu-Na, que ficou com a medalha de bronze, mas 0.88 pontos a frente de Kostner, que foi a medalhista de prata.

### Temporada 2008–2009
No Trophée Éric Bompard de 2008, Asada terminou na segunda posição em ambos os programas, terminando a competição na segunda posição com pontuação total de 167.59 pontos, 12.54 atrás de Joannie Rochette. Asada ganhou o ouro no NHK Trophy de 2008 com 191.13 pontos, 23.49 à frente da medalhista de prata Akiko Suzuki. Ela se qualifcou para a Final do Grand Prix de 2008–2009. Na final, Asada ficou na segunda posição no programa curto atrás de Kim Yu-Na por 0.56 pontos. Asada liderou a patinação livre com 123.17 pontos e ganhou a medalha de ouro com a pontuação total de 188.55 pontos. Asada entrou na história da patinação livre, como a primeira mulher a realizar dois triplo axels em um mesmo programa em competições da ISU, um em combinação com um loop toe duplo.
No Campeonato Japonês de 2008–2009, Asada terminou na segunda posição no programa curto atrás de Yukari Nakano. Asada realizou três belos saltos triplos limpos em seu programa na patinação livre, outros três saltos triplos tiveram pontuação reduzida, incluindo dois triplo axels que foram julgados com falta de giro. Ela recebeu 117.15 pontos na patinação livre, e ficou com 182.45 pontos no total. Com a segunda posição tanto no programa curto quanto na patinação livre, Asada venceu pela terceira vez consecultiva o título nacional.
No Campeonato dos Quatro Continentes de 2009, ela entrou para defender o título obtido no ano anterior. Asada terminou o programa curto na sexta posição, porém terminou na primeira posição na patinação livre. Sua primeira tentaiva de um salto axel ficou com um simples, mas ela o segundo foi  graciosamente executado, ganhando 8.80 pontos pelo salto. Ela também completou um triplo flip-duplo loop-duplo loop, um triplo loop, e um triplo flip-duplo loop. Asada terminou no geral na terceira posição, atrás de Joannie Rochette que ganhou a prata e de Kim Yu-Na que ganhou o o ouro.
No Campeonato Mundial de 2009, Asada terminou na terceira posição no programa curto com 66.06 pontos e na quarta posição na patinação livre com 122.03 pontos. Ela terminou na quarta posição com pontuação combinada total de 188.09 pontos.
Na edição inaugural do Campeonato Mundial por Equipes, ela terminou na primeira posição em ambos os programas e terminou na primeira posição no individual feminino, com seus recordes pessoais no programa curto (75,84 pontos) e na combinação total (201.87 pontos). A equipe japonesa terminou na terceira posição no evento, atrás de Estados Unidos e Canadá.

### Temporada 2009–2010

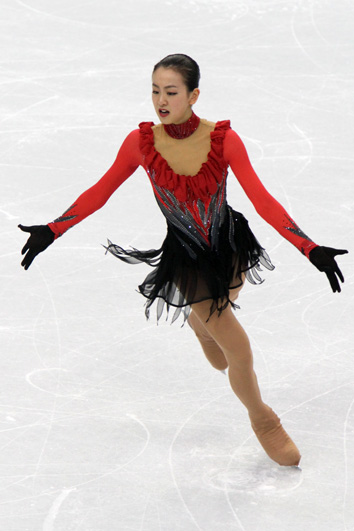
Mao Asada durante a patinação livre nos Jogos Olímpicos de Inverno de 2010, em Vancouver.

No Grand Prix de 2009–2010, Asada terminou na terceira posição no programa curto e em segunda na patinação livre, e terminou com a medalha de prata no Trophée Éric Bompard de 2009, 36.04 pontos atrás da medalhista de ouro Kim Yu-Na. Na Rostelecom Cup de 2009, ela terminou na sexta posição no programa curto e na quinta posição na patinação livre após finalizar apenas dois saltos triplos na patinação livre. Ela terminou na quinta posição, 21.65 pontos atrás da medalhista de ouro Miki Ando.
No Campeonato Japonês de 2009–2010, Asada terminou na primeira posição em ambos programas e venceu pela quarta vez consecultiva o campeonato nacional, 8.72 pontos a frente da medalhista de prata Akiko Suzuki.
No Campeonato dos Quatro Continentes de 2010, Asada terminou em terceiro, no programa curto com 57.22 pontos, depois dedução de seu triplo axel, aparecendo como  um triplo flip e receber uma dedução de 1,00 ponto. Na patinação livre ela terminou na primeira posição com 126.74 pontos, 11.9 à frente Akiko Suzuki, e ela ganhou a medalha de ouro com 183.96 pontos, 10.24 pontos à frente de Suzuki.
De 23 à 25 de fevereiro, Asada competiu nos Jogos Olímpicos de Inverno de 2010. No programa curto no dia 23 de fevereiro, ela executou im triplo axel-duplo toe loop, uma triplo flip e um duplo axel bem como recebeu nível quatro para todos os seus giros e suas sequências em espiral. Ela fez 73.78 pontos e terminou na segunda posição nesta fase. Em sua patinação livre no dia 25 de fevereiro, ela realizou com sucesso dois triplo axels, porém teve deduzido o primeiro salto da combinação flip-duplo loop-duplo loop e o triplo toe loop virou um simples. Com 131.72 pontos na patinação livre, Asada ganhou a medalha de prata olímpica com pontuação combinada de 205.50 pontos. Ela entrou no Guinness World Records por ter sido a mulher a realizar mais triplo axels em uma competição. Asada foi a porta-bandeira do Japão na cerimônia de encerramento dos Jogos.
No Campeonato Mundial de 2010, Asada terminou na segunda posição no programa curto com 68.08 pontos, 2.32 pontos atrás de Mirai Nagasu dos Estados Unidos. Com sua combinação triplo axel-duplo toe loop, o axel foi rebaixado para um duplo, porém ela executou o triplo flip e o duplo axel e seus giros e sequências de espirais receberam nível quatro. Ela terminou a patinação livre na segunda posição com 129.50 pontos, 0.99 atrás de Kim Yu-Na. Asada ganhou a medalha de ouro com pontuação total de 197.58 pontos.

### Temporada 2010–2011
Em seu primeiro evento do Grand Prix nesta temporada, o NHK Trophy de 2010, Asada terminou na oitava posição em ambos programas e finalizou no geral na oitava posição com total de 133.40 pontos. No Trophée Éric Bompard de 2010, Asada terminou na sétima posição no programa curto e na segunda posição na patinação livre. Ela obteve um total de 193.69 pontos e ganhou a medalha de prata atrás de Mikia Ando.
No Campeonato dos Quatro Continentes de 2011, Asada terminou ambos programas na segunda posição, e ganhou a medalha de prata com 196.30 pontos, 5.04 pontos atrás da medalhista de ouro Miki Ando. No Campeonato Mundial de 2011, Asad terminou o programa curto na sétima posição e a patinação livre na sexta posição, finalizando a competição na sexta posição com 172.79 pontos.

### Temporada 2011–2012

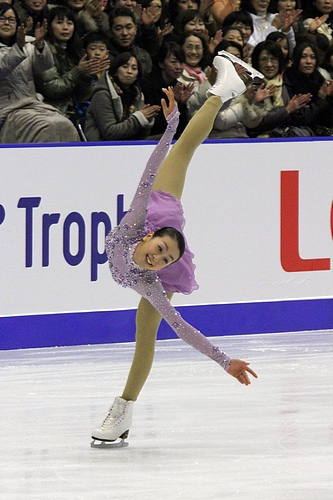
Mao Asada realiza sua patinação livre com "Liebesträume", no NHK Trophy de 2011.

Asada começou a temporada 2011–2012 no NHK Trophy de 2011. Ela terminou na terceira posição no programa curto com 58.32 pontos e na primeira posição na patinação livre, somando no total 184.45 pontos e ganhando a medalha de prata, 1.79 pontos atrás da medalhista de ouro Akiko Suzuki. Na Rostelecom Cup de 2011, Asada ficou na primeira posição no programa curto com 64.29 pontos. Ela ganhou um nível quatro em sua sequência de passos em linha reta com +1.30 GOE. Ela venceu o evento e se qualificou para a Final do Grand Prix de 2011–2012. Ela retirou-se da Final devido a doença grave de sua mãe. Sua mãe morreu de cirrose hepática no Nagoya Hospital enquanto Asada estava voando de volta para o Japão.
Terminando em segundo em ambos os programas no Campeonato Japonês de 2011–2012, Asada assegurou seu quinto título nacional e as vagas nos campeonatos da ISU. Primeira colocada no programa curto e segunda na patinação livre, Asada ganhou a medalha de prata no Campeonato dos Quatro Continentes de 2012 atrás da medalhista de ouro Ashley Wagner. No Campeonato Mundial de 2012, Asada terminou na quarta posição no programa curto e na sexta posição na patinação livre, terminando na sexta posição com total de 164.52 pontos.

### Temporada 2012–2013
Asada começou a temporada 2012–2013 no Japan Open, executando de Swan Lake. Ela ganhou o ouro em dois eventos do Grand Prix, na Cup of China de 2012 e no NHK Trophy de 2012, qualificando-se para a Final do Grand Prix de 2012–2013. Asada venceu a Final do Grand Prix, com a primeira posição em ambos os programas.
Asada ganhou o ouro no Campeonato Japonês. Asada terminou na primeira posição em ambos os programas no Campeonato dos Quatro Continentes de 2013 e ganhou a medalha de ouro com 205.45 pontos, enquanto suas companheiras de equipe Akiko Suzuki e Kanako Murakami ficaram com as medalhas de prata e de bronze respectivamente. Ela retornou ao pódio do mundial com a medalha de bronze após terminar com seu melhor resultado pessoal na patinação livre no Campeonato Mundial de 2013.  Asada terminou na quinta posição no Campeonato Mundial por Equipes, e a equipe do Japão terminou na terceira posição.

### Temporada 2013–2014
Asada planeja se aposentar após a temporada 2013–2014. Asada venceu o Skate America de 2013 com 204.55 pontos no total. No NHK Trophy de 2013, Asada terminou o programa curto na primeira posição. Na patinação livre, ela alcançou seu recorde pessoal com pontuação de 136.33, e no total obteve 207.59 pontos, e assim conquistando a medalha de ouro na competição.
No campeonato japonês, Mao conquistou a medalha de bronze, tendo levado a primeira colocação no programa curto com 73.01 pontos. Na patinação livre, Mao fez 126.49 pontos, o que a levou à terceira posição geral com o total de 199.50. À frente de Mao, Kanako Murakami com a prata, e Akiko Suzuki com o ouro.

### Fim da carreira
No dia 10 de abril de 2017, através do seu blog pessoal, Asada Mao anuncia a sua aposentadoria surpreendendo seus fãs no Japão.

## Principais Feitos
- Quinta patinadora na história a executar um triplo axel em uma competição internacional.
- Segunda patinadora a ultrapassar os 200 pontos em uma competição internacional.
- Terceira patinadora japonesa a conquistar uma medalha olímpica.
- Quarta atleta da patinação artística do Japão a conquistar uma medalha olímpica.
- Primeira patinadora a ultrapassar os 200 pontos três vezes consecutivas em competições internacionais.
- Primeira patinadora a executar o triplo axel em um programa curto nos Jogos Olímpicos de Inverno.
- Primeira patinadora a executar o triplo axel em um programa curto numa competição amparada pela International Skating Union (ISU)
- Primeira patinadora a executar o triplo axel em um Campeonato Mundial Júnior.
- Primeira patinadora a executar o triplo axel em uma competição internacional júnior.
- Primeira mulher a executar dois triplos axel em um mesmo programa.
- Primeira patinadora a executar três triplos axel em uma competição.
- Primeira atleta da patinação artística, na disciplina individual e competindo por um país asiático, a conquistar mais de uma vez o Campeonato Mundial.
- Primeira atleta da patinação artística, entre as categorias individuais masculina e feminina, a conquistar todos os 7 eventos do circuito do Grand Prix de patinação.
- Tem o segundo maior número de vitórias no circuito do Grand Prix (14)na categoria feminina, atrás apenas de Irina Slutskaya.
- Detentora do recorde de maior número de títulos (4) no Grand Prix Final entre as mulheres, empatada com Irina Slutskaya.
- Primeira patinadora a executar 8 saltos triplos em um programa longo nas Olimpíadas de Inverno de Sochi.
- Terceira patinadora em 45 anos a conquistar mais de dois títulos mundiais (ao lado de Michelle Kwan e Katarina Witt)[20]

## Outros prêmios

### Comitê Olímpico Japonês
- 2004 JOC Sports Awards - Revelação do Ano
- 2007 JOC Sports Awards - Grande Prêmio
- 2009 JOC Sports Awards - Grande Prêmio
- 2013 JOC Trophy - Grande Performance

### Governo Japonês
- 2005 Prêmio de Honra ao Mérito do Ministério da Educação, Cultura, Esportes, Ciências e Tecnologia do Japão (MEXT)
- 2007 Prêmio de Honra ao Mérito do Ministério da Educação, Cultura, Esportes, Ciências e Tecnologia do Japão (MEXT)
- 2008 Prêmio de Honra ao Mérito do Ministério da Educação, Cultura, Esportes, Ciências e Tecnologia do Japão (MEXT)
- Nagoya Sports Achievement Awards
- Aichi Sports Achievement Awards

### Prêmios concedidos pela mídia japonesa
- 2005 Chunichi Sports Awards (Chunichi Shimbun)
- 2005 Big Sports Awards (TV Asahi)
- 2005 Nippon Sports Awards (Yomiuri Shimbun)
- 2008 Asahi Sports Awards (Asahi Shimbun)
- 2009 Skater of the Year (Clube dos Jornalistas Esportivos de Tóquio)
- 2013 Skater of the Year (Clube dos Jornalistas Esportivos de Tóquio)

## Programas
| Temporada | Programa curto | Patinação livre                                                                                               | Exibição de gala | Ref.          |
| --------- | --- | --- | --- | ------------- |

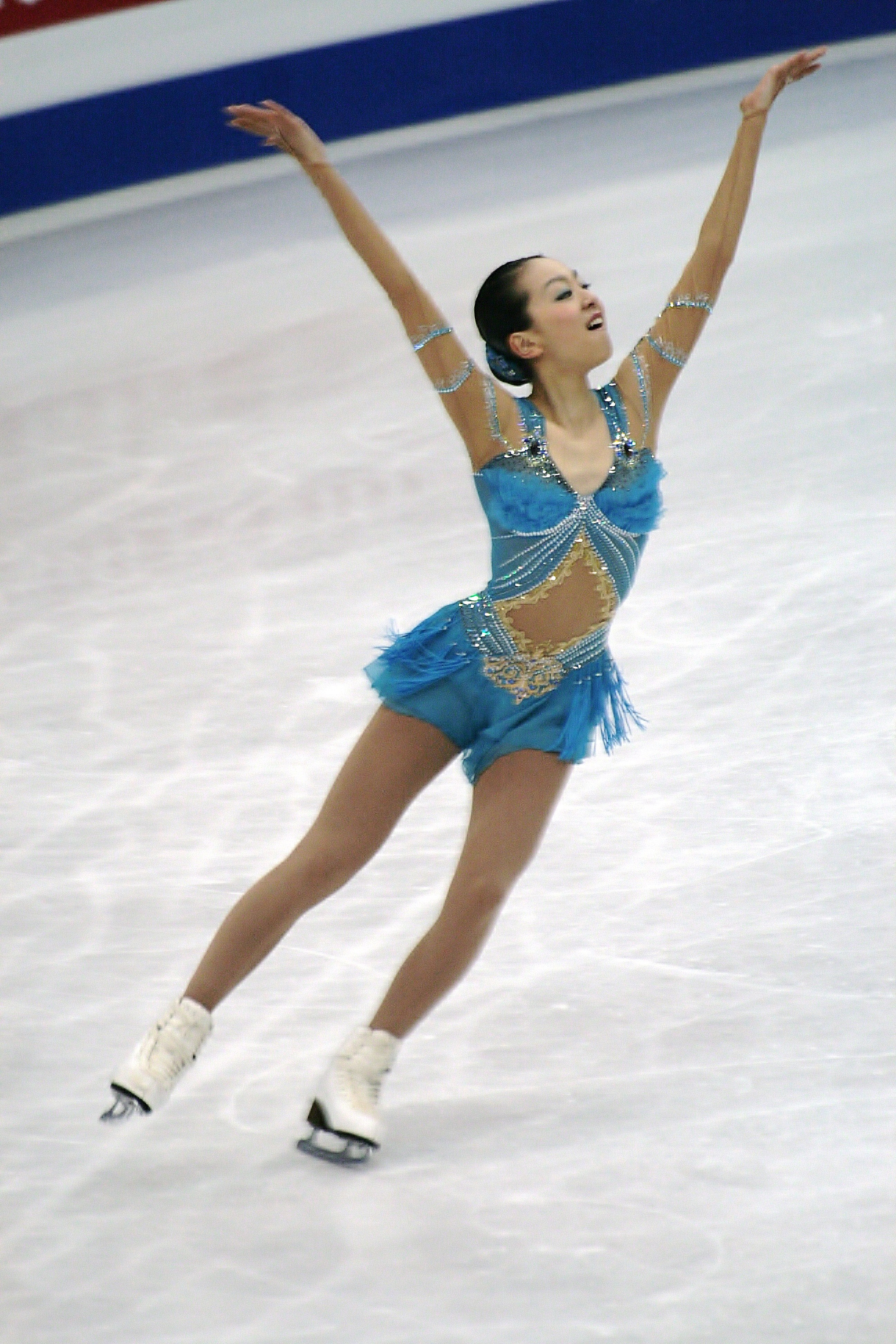
Asada em sua performance no programa curto do Campeonato Mundial de 2012.

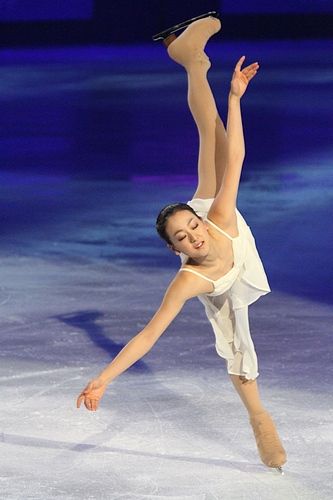
Asada realiza uma espiral durante exibição no Trophée Éric Bompard de 2010.

| 2013–2014 | - Nocturne No.2 Op. 9–2 in E flat major por Frédéric Chopin coreografia por Lori Nichol                                             | - Piano Concerto No. 2 por Sergei Rachmaninoff coreografia por Tatiana Tarasova                               | - Smile por Charlie Chaplin por Ima coreografia por Lori Nichol | [ 21 ]        |
| 2012–2013 | - I Got Rhythm por George Gershwin coreografia por Lori Nichol                                                                      | - Swan Lake por Pyotr Ilyich Tchaikovsky coreografia por Tatiana Tarasova                                     | - Mary Poppins coreografia por Lori Nichol | [ 22 ] [ 23 ] |
| 2011–2012 | - Scheherazade por Nikolai Rimsky-Korsakov coreografia por Tatiana Tarasova                                                         | - Liebesträume por Franz Liszt coreografia por Lori Nichol oreografia por Tatiana Tarasova                    | - Jupiter por Gustav Holst coreografia por Tatiana Tarasova | [ 24 ]        |
| 2010–2011 | - Tango (de Agony) de Alfred Schnittke coreografia por Tatiana Tarasova                                                             | - Liebesträume por Franz Liszt coreografia por Lori Nichol                                                    | - Ballade No. 1 in G minor, Op. 23, CT. 2 por Frédéric Chopin coreografia por Tatiana Tarasova | [ 25 ]        |
| 2009–2010 | - Waltz de Masquerade Suite por Aram Khachaturian coreografia por Tatiana Tarasova                                                  | - Bells of Moscow por Sergei Rachmaninov coreografia por Tatiana Tarasova                                     | - Caprice No. 24 por Niccolò Paganini coreografia por Tatiana Tarasova | [ 26 ]        |
| 2008–2009 | - Claire de Lune por Claude Debussy coreografia por Lori Nichol                                                                     | - Waltz from Masquerade Suite by Aram Khachaturian coreografia por Tatiana Tarasova                           | - Por una Cabeza (de Scent of a Woman) por Carlos Gardel, Alfredo Le Pera - Payadora por Julián Plaza coreografia por Tatiana Tarasova - Sing, Sing, Sing por Louis Prima coreografia por Lori Nichol | [ 27 ]        |
| 2007–2008 | - Fantasia for Violin and Orchestra (de Ladies in Lavender) de Nigel Hess performed by Joshua Bell coreografia por Tatiana Tarasova | - Fantaisie-Impromptu por Frédéric Chopin coreografia por Lori Nichol                                         | - So Deep Is The Night Étude Op. 10, No. 3 por Frédéric Chopin vocal de Lesley Garrett coreografia por Lori Nichol                                                                                    | [ 28 ]        |
| 2006–2007 | - Nocturne No.2 Op. 9–2 in E flat major por Frédéric Chopin coreografia por Lori Nichol                                             | - Csárdás por Vittorio Monti coreografia por Lori Nichol                                                      | - Habanera (de Carmen) de Georges Bizet vocal de Filippa Giordano coreografia por Lori Nichol | [ 29 ]        |
| 2005–2006 | - Carmen por Georges Bizet coreografia por Machiko Yamada, Mihoko Higuchi                                                           | - The Nutcracker por Pyotr Ilyich Tchaikovsky coreografia por Lori Nichol                                     | - Over the Rainbow por Harold Arlen vocal de Eva Cassidy coreografia por Lori Nichol | [ 30 ]        |
| 2004–2005 | - Over the Rainbow por Harold Arlen coreografia por Lea Ann Miller                                                                  | - La Boutique Fantastique por Gioachino Rossini, Ottorino Respighi coreografia por Lea Ann Miller             | - Pick Yourself Up por Natalie Cole coreografia por Machiko Yamada, Mihoko Higuchi | [ 31 ]        |
| 2003–2004 | - Orchestral Suite (de My Girl 2) de Cliff Eidelman coreografia por Machiko Yamada, Mihoko Higuchi                                  | - Waltz-Scherzo in C major Op. 34 por Pyotr Ilyich Tchaikovsky coreografia por Machiko Yamada, Mihoko Higuchi | - Habanera (de Carmen) by Georges Bizet coreografia por Machiko Yamada, Mihoko Higuchi |               |
| 2002–2003 | - Say Hey Kids coreografia por Machiko Yamada, Mihoko Higuchi                                                                       | - Inca Dance and Andes por Cusco coreografia por Machiko Yamada, Mihoko Higuchi                               | |               |

## Principais resultados

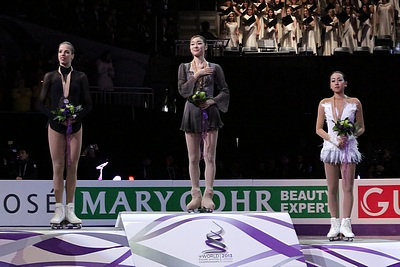
Asada (direita) no pódio do Campeonato Mundial de 2013.

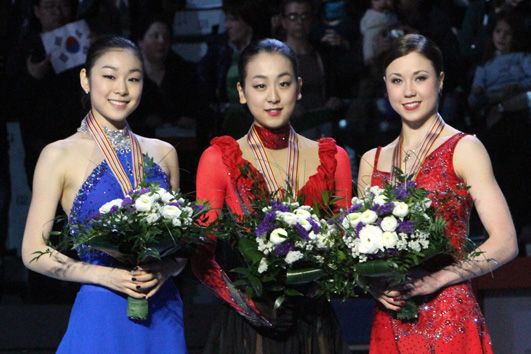
Asada (centro) no pódio do Campeonato Mundial de 2010.

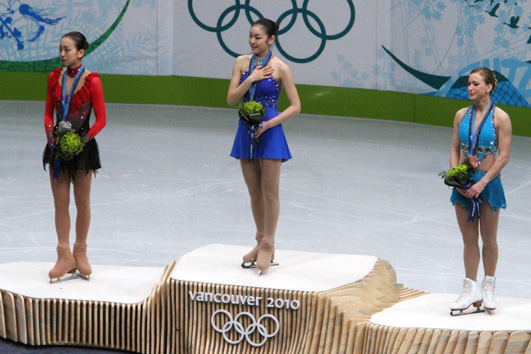
Asada (esquerda) no pódio dos Jogos Olímpicos de Inverno de 2010.

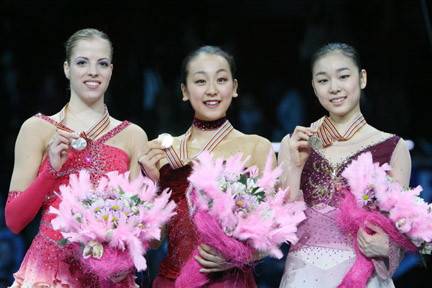
Asada (centro) no pódio do Campeonato Mundial de 2008.

| Resultados | Resultados      | Resultados      | Resultados       | Resultados       | Resultados        | Resultados       | Resultados        | Resultados       | Resultados       | Resultados       | Resultados        | Resultados        | Resultados        | Resultados       | Resultados    |
| Internacional | Internacional   | Internacional   | Internacional    | Internacional    | Internacional     | Internacional    | Internacional     | Internacional    | Internacional    | Internacional    | Internacional     | Internacional     | Internacional     | Internacional    | Internacional |
| Evento/Temporada | 2002– 2003      | 2003– 2004      | 2004– 2005       | 2005– 2006       | 2006– 2007        | 2007– 2008       | 2008– 2009        | 2009– 2010       | 2010– 2011       | 2011– 2012       | 2012– 2013        | 2013– 2014        |                   | 2015– 2016       | 2016– 2017    |
| --- | --------------- | --------------- | ---------------- | ---------------- | ----------------- | ---------------- | ----------------- | ---------------- | ---------------- | ---------------- | ----------------- | ----------------- | ----------------- | ---------------- | ------------- |
| Jogos Olímpicos |                 |                 |                  |                  |                   |                  |                   | Medalha de prata |                  |                  |                   | 6.ª               |                   |                  |               |
| Campeonato Mundial |                 |                 |                  |                  | Medalha de prata  | Medalha de ouro  | 4.ª               | Medalha de ouro  | 6.ª              | 6.ª              | Medalha de bronze | Medalha de ouro   | 7.ª               |                  |               |
| Campeonato dos Quatro Continentes |                 |                 |                  |                  |                   | Medalha de ouro  | Medalha de bronze | Medalha de ouro  | Medalha de prata | Medalha de prata | Medalha de ouro   |                   |                   |                  |               |
| GP Grand Prix Final |                 |                 |                  | Medalha de ouro  | Medalha de prata  | Medalha de prata | Medalha de ouro   |                  |                  | WD               | Medalha de ouro   | Medalha de ouro   | 6.ª               |                  |               |
| GP Cup of China |                 |                 |                  | Medalha de prata |                   |                  |                   |                  |                  |                  | Medalha de ouro   |                   | Medalha de ouro   |                  |               |
| GP NHK Trophy |                 |                 |                  |                  | Medalha de ouro   |                  | Medalha de ouro   |                  | 8.ª              | Medalha de prata | Medalha de ouro   | Medalha de ouro   | Medalha de bronze |                  |               |
| GP Rostelecom Cup |                 |                 |                  |                  |                   |                  |                   | 5.ª              |                  | Medalha de ouro  |                   |                   |                   |                  |               |
| GP Skate America |                 |                 |                  |                  | Medalha de bronze |                  |                   |                  |                  |                  |                   | Medalha de ouro   |                   | 6.ª              |               |
| GP Skate Canada International |                 |                 |                  |                  |                   | Medalha de ouro  |                   |                  |                  |                  |                   |                   |                   |                  |               |
| GP Trophée de France |                 |                 |                  | Medalha de ouro  |                   | Medalha de ouro  | Medalha de prata  | Medalha de prata | 5.ª              |                  |                   |                   |                   | 9.ª              |               |
| CS Finlandia Trophy |                 |                 |                  |                  |                   |                  |                   |                  |                  |                  |                   |                   |                   | Medalha de prata |               |
| Internacional – Júnior |                 |                 |                  |                  |                   |                  |                   |                  |                  |                  |                   |                   |                   |                  |               |
| Campeonato Mundial Júnior |                 |                 | Medalha de ouro  | Medalha de prata |                   |                  |                   |                  |                  |                  |                   |                   |                   |                  |               |
| JGP Grand Prix Júnior Final |                 |                 | Medalha de ouro  |                  |                   |                  |                   |                  |                  |                  |                   |                   |                   |                  |               |
| JGP JGP Estados Unidos |                 |                 | Medalha de ouro  |                  |                   |                  |                   |                  |                  |                  |                   |                   |                   |                  |               |
| JGP JGP Ucrânia |                 |                 | Medalha de ouro  |                  |                   |                  |                   |                  |                  |                  |                   |                   |                   |                  |               |
| Internacional – Noviço |                 |                 |                  |                  |                   |                  |                   |                  |                  |                  |                   |                   |                   |                  |               |
| Copa Helena Pajović |                 | Medalha de ouro |                  |                  |                   |                  |                   |                  |                  |                  |                   |                   |                   |                  |               |
| Mladost Trophy |                 | Medalha de ouro |                  |                  |                   |                  |                   |                  |                  |                  |                   |                   |                   |                  |               |
| Nacional |                 |                 |                  |                  |                   |                  |                   |                  |                  |                  |                   |                   |                   |                  |               |
| Campeonato Japonês | 7.ª             | 8.ª             | Medalha de prata | Medalha de prata | Medalha de ouro   | Medalha de ouro  | Medalha de ouro   | Medalha de ouro  | Medalha de prata | Medalha de ouro  | Medalha de ouro   | Medalha de bronze |                   |                  | 12.ª          |
| Campeonato Japonês – Júnior | 4.ª             | 4.ª             | Medalha de ouro  |                  |                   |                  |                   |                  |                  |                  |                   |                   |                   |                  |               |
| Campeonato Japonês – Noviço | Medalha de ouro | Medalha de ouro |                  |                  |                   |                  |                   |                  |                  |                  |                   |                   |                   |                  |               |
| Equipes |                 |                 |                  |                  |                   |                  |                   |                  |                  |                  |                   |                   |                   |                  |               |
| Jogos Olímpicos |                 |                 |                  |                  |                   |                  |                   |                  |                  |                  |                   | 5.ª 5T/3P         |                   |                  |               |
| Troféu Mundial por Equipes |                 |                 |                  |                  |                   |                  | 3T/1P             |                  |                  |                  | 3T/5P             |                   |                   |                  |               |
| Japan Open |                 |                 |                  | 1T/1P            | 1T/1P             | 1T/1P            |                   | 3T/3P            | 1T/5P            |                  | 1T/2P             | 1T/1P             | 1T/1P             |                  |               |
| |                 |                 |                  |                  |                   |                  |                   |                  |                  |                  |                   |                   |                   |                  |               |
| Legenda: GP = Grand Prix; JGP = Grand Prix Júnior; WD = Abandonou; T = Posição da equipe; P = Posição individual; Competição não foi disputada nesta temporada |                 |                 |                  |                  |                   |                  |                   |                  |                  |                  |                   |                   |                   |                  |               |

## Reconhecimento
Mao é extremamente popular entre os japoneses, que a elegeram como uma das atletas mais queridas do país. A Oricon, responsável por elaborar rankings principalmente de CDs, DVDs e jogos eletrônicos no Japão, realiza anualmente uma pesquisa, chamada de "Suki na Sports Senshuu Ranking" (好きなスポーツ選手ランキング) para saber quais atletas, nas categorias masculina e feminina, são os mais queridos entre os japoneses. Mao foi eleita a mais querida atleta por cinco vezes pelos japoneses, nos anos de 2007, 2009, 2010, 2011, e 2013. Em 2012, Mao ficou em segundo lugar atrás da jogadora de futebol Homare Sawa, e em 2008 a patinadora ficou em sexto lugar, atrás da judoca Ryoko Tani, da jogadora de softball Yukiko Ueno, da mesatenista Ai Fukuhara, da jogadora de Vôlei de praia Miwa Asao e da lutadora Kyoko Hamaguchi. Em 5 de fevereiro de 2014, Mao foi eleita pelo ranking da Oricon como a atleta japonesa mais bonita a participar dos Jogos Olímpicos de Inverno em Sochi, à frente da esquiadora Aiko Uemura e da atleta do salto de esqui Sara Takanashi.
Em 2010, após os Jogos Olímpicos de Inverno de 2010, em Vancouver, no Canadá, a fabricante Kyugetsu lançou uma boneca japonesa inspirada em Mao, que acabara de conquistar a medalha de prata na competição. Em 29 de janeiro de 2014, a mesma fabricante lançou duas bonecas em comemoração ao dia das meninas no Japão e também para desejar sorte aos patinadores japoneses, em especial Mao e Yuzuru Hanyu.